# 拉哈達
拉哈達（1627年10月25日—1703年8月26日，天聰元年九月十七日—康熙四十二年七月十四日），或名喇哈達，鈕祜祿氏，鑲黃旗滿洲人，清朝政治人物、將領。

## 生平
順治七年（1650年），承襲三等阿達哈哈番，對品補授侍衛處一等侍衛，後升一等阿達哈哈番。十七年（1660年），任兵部督捕侍郎。十八年（1661年）四月，任工部尚書，授議政大臣。
康熙三年（1664年），授鑲黃旗蒙古都統。八年（1669年），調鑲黃旗滿洲都統。十三年（1674年），因三藩之亂，四月，授鎮東將軍，率兵駐防兗州，六月調赴杭州，兼署杭州將軍。
十四年（1675年），參贊奉命大將軍康親王傑書軍務。十五年（1676年），改授寧海將軍，隨康親王，攻剿福建耿精忠部，耿精忠投降後，繼續攻剿鄭經。鄭經以許耀率兵三萬攻打福州府城，拉哈達率兵救援，攻破鄭軍十四處營壘，解圍。十六年（1677年），與賚塔合軍攻興化府城，克復之。
二十一年（1682年），撤滿洲兵回京，追論失守海澄縣罪，遭到部議降為三等輕車都尉並革職，康熙帝以拉哈達從康親王平福建有功勞，留都統任。二十四年（1685年），致仕。四十二年（1703年），病卒。

## 家庭及關聯
- 祖父：額亦都（1562年—1621年），天命理政五大臣，功封一等公。
- 父：徹爾格（？年—1645年），襲封三等子，天聰理政八大臣，官至鑲白旗都統、戶部尚書。
- 胞弟巴喀。女鈕祜祿氏，嫁镶黄旗汉军范承祚（胞兄順治九年(1652)壬辰科進士忠貞公范承謨，父文肅公范文程；曾孙女范氏嫁正白旗汉军、乾隆四十四年（1779）己亥科舉人徐秉鑑，其子道光十五年（1835年）乙未科进士長喆）。